# BE-BOP SPORTS〜スポーツを愛するマンデートーク〜
『BE-BOP SPORTS〜スポーツを愛するマンデートーク〜』(ビバップ スポーツ スポーツをあいするマンデートーク)は、TOKYO MXで2018年4月2日から2019年3月25日まで放送されていたスポーツ情報番組。エムキャス対応。

## 概要
「B」は、バスケットボールのBリーグを含むボールスポーツ、Eはエクストリームスポーツと呼ばれるアクティブ競技やエレクトロニック・スポーツ、OPはオリンピック・パラリンピックの略でアマチュアスポーツを示し、スポーツ番組版のビバップを提唱。週替わりでスポーツのスペシャリストをゲストコメンテーターとしても招く。TOKYO MXのスポーツを扱うポータル的情報番組。
2019年3月25日をもって本番組は終了。同年4月1日からは『TOKYO LOVE SPORTS』を放送開始し、本番組で司会を務めた水内猛・室伏由佳・宮下純一は同番組に続役する。また、「eスポーツMaX」と「TOKYO MX NEWS」が再度、独立した番組となった。

## 出演者

### 司会
- 水内猛
- 室伏由佳
- 宮下純一（カウントダウンTOKYOから続投）
- 中川聴乃

#### eスポーツ MaXコーナー出演
- うしろシティ

### キャスター
- 宮島咲良

## コーナー
Bリーグ開催中はBリーグに特化したコーナーが存在する。
カウントダウンTOKYO
2014年4月5日開始のオリンピックやパラリンピックを扱うスポーツドキュメンタリーを内包番組コーナー化。オリンピック・パラリンピック出場を目指す若きアスリートやそのアスリートの食事を紹介。
eスポーツMaX
2014年4月6日開始のエレクトロニック・スポーツ情報バラエティを内包番組としコーナー化。
水内猛のクローズアップ！
水内猛がスポーツの出来事を解説する。